# Арета Френклин
Арета Луиза Френклин (енгл. Aretha Louise Franklin; Мемфис, 25. март 1942 — Детроит, 16. август 2018) била је америчка певачица, текстописац и пијанисткиња. Сматра се најзначајнијом певачицом соул музике.

## Биографија
Ћерка је баптистичког свештеника. У певању су је од ране младости подучавале тадашње звезде госпела као што су Махалија Џексон и Клара Ворд. Врхунац каријере јој је био крајем 1960-их година. Песме попут „Respect“ и „Chain Of Fools“ убрзо су постале хитови. Упркос личним проблемима, 1968. снимила је албум „Lady Soul“ који се продао у милионском тиражу. Крајем 1970-их каријера јој почиње стагнирати, али јој улога у филму „Браћа Блуз“ враћа стару славу. У 1980-им је снимила хитове као што су „Freeway Of Love“ и „Who's Zooming Who“, а певала је и у дуету са Џорџом Мајклом и групом Eurythmics. Надимак јој је „Краљица соула“, а по неким изворима глас јој има распон од четири октаве. Енглеску певачицу Џос Стоун многи сматрају њеном наследницом.
Преминула је 16. августа 2018. године, после дуге борбе са раком панкреаса.

## Дискографија

### Студијски албуми
| Албум                                                                                  | Година | Вршне позиције на лествици | Вршне позиције на лествици | Вршне позиције на лествици | Вршне позиције на лествици | Вршне позиције на лествици | Вршне позиције на лествици | Вршне позиције на лествици | Вршне позиције на лествици | Вршне позиције на лествици | Вршне позиције на лествици | Продаја       | Цертификације                                              | Издавачка кућа |
| Албум                                                                                  | Година | US                         | US R&B /HH                 | AUS                        | CAN                        | FRA                        | GER                        | NL                         | NZ                         | SWI                        | UK                         | Продаја       | Цертификације                                              | Издавачка кућа |
| -------------------------------------------------------------------------------------- | ------ | -------------------------- | -------------------------- | -------------------------- | -------------------------- | -------------------------- | -------------------------- | -------------------------- | -------------------------- | -------------------------- | -------------------------- | ------------- | ---------------------------------------------------------- | -------------- |
| Aretha                                                                                 | 1961   | —                          | —                          | —                          | —                          | —                          | —                          | —                          | —                          | —                          | —                          |               |                                                            | Columbia       |
| The Electrifying Aretha Franklin                                                       | 1962   | —                          | —                          | —                          | —                          | —                          | —                          | —                          | —                          | —                          | —                          |               |                                                            | Columbia       |
| The Tender, the Moving, the Swinging Aretha Franklin                                   | 1962   | 69                         | —                          | —                          | —                          | —                          | —                          | —                          | —                          | —                          | —                          |               |                                                            | Columbia       |
| Laughing on the Outside                                                                | 1963   | —                          | —                          | —                          | —                          | —                          | —                          | —                          | —                          | —                          | —                          |               |                                                            | Columbia       |
| Unforgettable: A Tribute to Dinah Washington                                           | 1964   | —                          | —                          | —                          | —                          | —                          | —                          | —                          | —                          | —                          | —                          |               |                                                            | Columbia       |
| Runnin' Out of Fools                                                                   | 1964   | 84                         | 9                          | —                          | —                          | —                          | —                          | —                          | —                          | —                          | —                          |               |                                                            | Columbia       |
| Yeah                                                                                   | 1965   | 101                        | 8                          | —                          | —                          | —                          | —                          | —                          | —                          | 93                         | —                          |               |                                                            | Columbia       |
| Soul Sister                                                                            | 1966   | 132                        | 8                          | —                          | —                          | —                          | —                          | —                          | —                          | —                          | —                          |               |                                                            | Columbia       |
| Take It Like You Give It                                                               | 1967   | —                          | —                          | —                          | —                          | —                          | —                          | —                          | —                          | —                          | —                          |               |                                                            | Columbia       |
| I Never Loved a Man the Way I Love You                                                 | 1967   | 2                          | 1                          | —                          | 2                          | —                          | —                          | —                          | —                          | —                          | 36                         |               | - RIAA: Gold                                               | Atlantic       |
| Aretha Arrives                                                                         | 1967   | 5                          | 1                          | —                          | 18                         | —                          | —                          | —                          | —                          | —                          | —                          |               |                                                            | Atlantic       |
| Lady Soul                                                                              | 1968   | 2                          | 1                          | —                          | —                          | —                          | 18                         | —                          | —                          | —                          | 25                         |               | - RIAA: Gold                                               | Atlantic       |
| Aretha Now                                                                             | 1968   | 3                          | 1                          | —                          | 12                         | —                          | 26                         | —                          | —                          | —                          | 6                          |               | - RIAA: Gold                                               | Atlantic       |
| Soul '69                                                                               | 1969   | 15                         | 1                          | —                          | 15                         | —                          | —                          | —                          | —                          | —                          | 9                          |               |                                                            | Atlantic       |
| Soft and Beautiful                                                                     | 1969   | —                          | 29                         | —                          | —                          | —                          | —                          | —                          | —                          | —                          | —                          |               |                                                            | Columbia       |
| This Girl's in Love with You                                                           | 1970   | 17                         | 2                          | 8                          | 18                         | —                          | —                          | —                          | —                          | —                          | —                          |               |                                                            | Atlantic       |
| Spirit in the Dark                                                                     | 1970   | 25                         | 2                          | 25                         |                            | —                          | —                          | —                          | —                          | —                          | —                          |               |                                                            | Atlantic       |
| Young, Gifted and Black                                                                | 1972   | 11                         | 2                          | 53                         | —                          | —                          | —                          | —                          | —                          | —                          | —                          |               | - RIAA: Gold                                               | Atlantic       |
| Hey Now Hey (The Other Side of the Sky)                                                | 1973   | 30                         | 2                          | —                          | —                          | —                          | —                          | —                          | —                          | —                          | —                          |               |                                                            | Atlantic       |
| Let Me in Your Life                                                                    | 1974   | 14                         | 1                          | 88                         | 15                         | —                          | —                          | —                          | —                          | —                          | —                          |               |                                                            | Atlantic       |
| With Everything I Feel in Me                                                           | 1974   | 57                         | 6                          | —                          | —                          | —                          | —                          | —                          | —                          | —                          | —                          |               |                                                            | Atlantic       |
| You                                                                                    | 1975   | 83                         | 9                          | —                          | —                          | —                          | —                          | —                          | —                          | —                          | —                          |               |                                                            | Atlantic       |
| Sweet Passion                                                                          | 1977   | 49                         | 6                          | —                          | —                          | —                          | —                          | —                          | —                          | —                          | —                          |               |                                                            | Atlantic       |
| Almighty Fire                                                                          | 1978   | 63                         | 12                         | —                          | 63                         | —                          | —                          | —                          | —                          | —                          | —                          |               |                                                            | Atlantic       |
| La Diva                                                                                | 1979   | 146                        | 25                         | —                          | —                          | —                          | —                          | —                          | —                          | —                          | —                          |               |                                                            | Atlantic       |
| Aretha                                                                                 | 1980   | 47                         | 6                          | —                          | —                          | —                          | —                          | —                          | —                          | —                          | —                          |               |                                                            | Arista         |
| Love All the Hurt Away                                                                 | 1981   | 36                         | 4                          | —                          | —                          | —                          | —                          | —                          | —                          | —                          | —                          |               |                                                            | Arista         |
| Jump to It                                                                             | 1982   | 23                         | 1                          | —                          | —                          | —                          | —                          | —                          | —                          | —                          | —                          |               | - RIAA: Gold                                               | Arista         |
| Get It Right                                                                           | 1983   | 36                         | 4                          | —                          | —                          | —                          | —                          | —                          | —                          | —                          | —                          |               |                                                            | Arista         |
| Who's Zoomin' Who?                                                                     | 1985   | 13                         | 3                          | 15                         | 13                         | —                          | 46                         | 50                         | 6                          | 21                         | 49                         |               | - RIAA: Platinum - BPI: Silver - MC: Platinum - RMNZ: Gold | Arista         |
| Aretha                                                                                 | 1986   | 32                         | 7                          | 33                         | 56                         | —                          | 45                         | 60                         | 20                         | 23                         | 51                         |               | - RIAA: Gold - MC: Gold                                    | Arista         |
| Through the Storm                                                                      | 1989   | 55                         | 21                         | 86                         | 71                         | —                          | 61                         | —                          | —                          | 19                         | 46                         |               |                                                            | Arista         |
| What You See Is What You Sweat                                                         | 1991   | 153                        | 28                         | —                          | 56                         | —                          | —                          | —                          | —                          | 26                         | —                          | - US: 179,000 |                                                            | Arista         |
| A Rose Is Still a Rose                                                                 | 1998   | 30                         | 7                          | —                          | —                          | 59                         | —                          | —                          | —                          | 36                         | —                          | - US: 294,000 | - RIAA: Gold                                               | Arista         |
| So Damn Happy                                                                          | 2003   | 33                         | 11                         | —                          | —                          | 106                        | —                          | —                          | —                          | —                          | —                          | - US: 304,000 |                                                            | Arista         |
| This Christmas, Aretha                                                                 | 2008   | 102                        | —                          | —                          | —                          | —                          | —                          | —                          | —                          | —                          | —                          |               |                                                            | DMI            |
| Aretha: A Woman Falling Out of Love                                                    | 2011   | 54                         | 15                         | —                          | —                          | —                          | —                          | —                          | —                          | —                          | —                          |               |                                                            | Aretha         |
| Aretha Franklin Sings the Great Diva Classics                                          | 2014   | 13                         | 3                          | 30                         | —                          | 44                         | —                          | —                          | 32                         | 30                         | 32                         |               |                                                            | RCA            |
| "—" означава снимак који није доспео на топ листе или није објављен на тој територији. |        |                            |                            |                            |                            |                            |                            |                            |                            |                            |                            |               |                                                            |                |